# The Night (2020)
The Night (persisch آن شب), auch bekannt als The Night — Es gibt keinen Ausweg in Deutschland, ist ein Psycho-Horrorthriller aus dem Jahr 2020 unter der Regie von Kourosh Ahari. Er entstand als Koproduktion zwischen dem Iran und den USA mit Shahab Hosseini, Niousha Noor, Leah Oganyan und George Maguire. Der Film erzählt die Geschichte eines in den USA lebenden iranischen Paares, das in einem Hotel in Los Angeles eingesperrt ist. Es ist der erste in den USA gedrehte Film, der seit der iranischen Revolution 1979 eine Kinoerlaubnis im Iran erhielt.

## Handlung
Babak Naderi und seine Frau Neda, ein iranisches Ehepaar, das mit seiner einjährigen Tochter Shabnam in den Vereinigten Staaten lebt, fahren nach einem Besuch bei Freunden nach Hause. Das Navigationssystem des Autos beginnt jedoch zu versagen und sie gehen verloren. Nachdem sie ein paar Stunden herumgefahren sind, beschließen sie, die Nacht im Hotel Normandie zu verbringen. Babak gerät beim Betreten des Hotels fast in eine körperliche Auseinandersetzung mit einem obdachlosen älteren Mann, aber der Mann verschwindet, nachdem Babak und Neda im Hotel eingecheckt haben. Der Rezeptionist teilt ihnen mit, dass nur eine Suite verfügbar ist und dass die Hoteltüren nachts verschlossen sind.
Babak und Neda bemerken während ihres Aufenthalts im Hotel seltsame Ereignisse. Neda wird von Shabnam geweckt und jemand klopft an die Zimmertür und sagt „Mama“. Als Neda den Flur überprüft, sieht sie ein kleines Kind, das verschwindet, nachdem es einen Flur hinuntergegangen ist.
Babak wird ebenfalls von Shabnam geweckt und bereitet mit Hilfe des Hotelrezeptionisten, der
ihm von den verschiedenen tragischen Ereignissen erzählt, die er miterlebt hat, eine Flasche Milch zu. Babak sieht den Obdachlosen vor dem Hotel wieder und sieht das Spiegelbild einer fremden Frau neben sich. Als er sich umdreht, wird er von Neda konfrontiert, die ihm sagt, er solle schlafen gehen und dass sie Shabnam in ihr Hotelzimmer bringen wird. Später findet er Shabnam jedoch immer noch im Erdgeschoss und Neda sagt ihm, dass sie geschlafen hat.
Später ist Babak erschrocken, als er die Frau von vorhin vor sich stehen sieht. Nachdem Babak und Neda über sich dröhnende Geräusche hören, geht Babak auf das Hoteldach, findet aber niemanden. Er ruft die Polizei und sagt, dass jemand sie belästigt.
Ein Polizist kommt, aber er ist skeptisch gegenüber den Behauptungen des Paares, dass Leute sie stören, und fragt Babak, ob es etwas gibt, was er ihm nicht sagt. Es klopft an der Zimmertür und Babak findet dort denselben Polizisten, als er die Tür öffnet. Der Vorfall verunsichert das Paar so sehr, dass sie beschließen, das Hotel zu verlassen. Babak vergisst jedoch die Autoschlüssel und kehrt ins Hotelzimmer zurück, um sie zu holen, während Neda in der Nähe des Autos wartet.
Während sie in der Nähe des Autos wartet, wird Neda von dem Obdachlosen konfrontiert, der ihr auf Farsi sagt: „Sie hören die Wahrheit, der Morgen kommt.“ Babak gibt Neda die Schlüssel aus dem Zimmer. Als Neda mit Shabnam im Auto auf Babak wartet, bittet das Kind von vorhin sie, ihn mit seiner Schwester spielen zu lassen.
Währenddessen findet Babak eine tote Frau in der Badewanne des Zimmers, nachdem er einen Ehering auf dem Boden bemerkt hat, und gelangt zu einem Aufzug. Der Aufzug klemmt kurz, während Babak noch drin ist, und die Frau von vorhin fragt, ob er sich erinnert. Neda kehrt ins Hotel zurück und Babak lässt sie ein, nachdem er aus dem Aufzug gestiegen ist, aber er stellt fest, dass er die Hoteltüren nicht vom Schreibtisch der Rezeption aus aufschließen kann. Dann fällt der Strom aus. Babak versucht, Passanten um Hilfe zu bitten, aber die einzigen Menschen außerhalb des Hotels sind das Kind und die zuvor gesehene Frau.
In ihrem Zimmer ruft Babak seinen Freund Farhad an, um Hilfe zu holen, aber Farhad sagt ihm, dass „es keinen Ausweg gibt“. Neda wird dann von dem Kind konfrontiert, das sie fragt, warum sie Babak nicht gesagt hat, was sie getan hat, und wiederholt verlangt, dass sie „es sagt“. Neda bricht in Tränen aus und gesteht Babak, dass sie vor fünf Jahren, als Babak nicht zu Hause war, bemerkte, dass sie schwanger war, und dass sie das Kind abgetrieben hatte, weil sie kein Kind ohne Vater haben wollte. Die Stromversorgung des Hotels wird dann wiederhergestellt.
Babak versucht erneut, die Hoteltüren aufzuschließen, aber es gelingt ihm nicht. Neda will sein Geheimnis erfahren; Sie hat erkannt, dass der Strom wieder eingeschaltet wurde, weil sie ihr Geheimnis preisgegeben hatte, und dass Babak sein Geheimnis ebenfalls preisgeben muss, wenn sie das Hotel verlassen sollen. Babak weigert sich und geht tiefer in das Hotel hinein, um einen anderen Ausweg zu finden.
Auf der Suche nach einem Ausweg wird Babak mit der Frau konfrontiert, deren Name Sophia ist, und es wird offenbart, dass er Neda mit ihr betrogen und gelogen hat, dass er Neda verlassen würde, um bei ihr zu sein. In Panik sticht er Neda versehentlich in den Magen. Auf der Suche nach Shabnam wird Babak in ein Krankenhaus gebracht, wo er Sophias Leiche im Leichenschauhaus findet. Er sticht sich mit einem Skalpell in die Tätowierung seines Arms und geht auf der Suche nach Shabnam zum Ausgang, der in einen Wald führt.
Babak wacht dann gegen 3 Uhr morgens im Hotelzimmer auf und findet Neda und Shabnam friedlich neben ihm schlafend vor. Er geht ins Badezimmer und sieht, dass sein Spiegelbild unabhängig von ihm handelt; Das Spiegelbild dreht sich um, sodass sein Rücken ihm zugewandt ist, und reproduziert ein Hotelgemälde, das früher im Film zu sehen war. Als Babak sein Spiegelbild ansieht, fällt ihm eine Träne aus den Augen.

## Veröffentlichung
Der Film hatte am 20. Januar 2020 beim Santa Barbara International Film Festival seine Weltpremiere. Es wurde in den USA am 29. Januar 2021 von IFC Midnight in den Kinos und per Video-on-Demand veröffentlicht.

## Rezeption

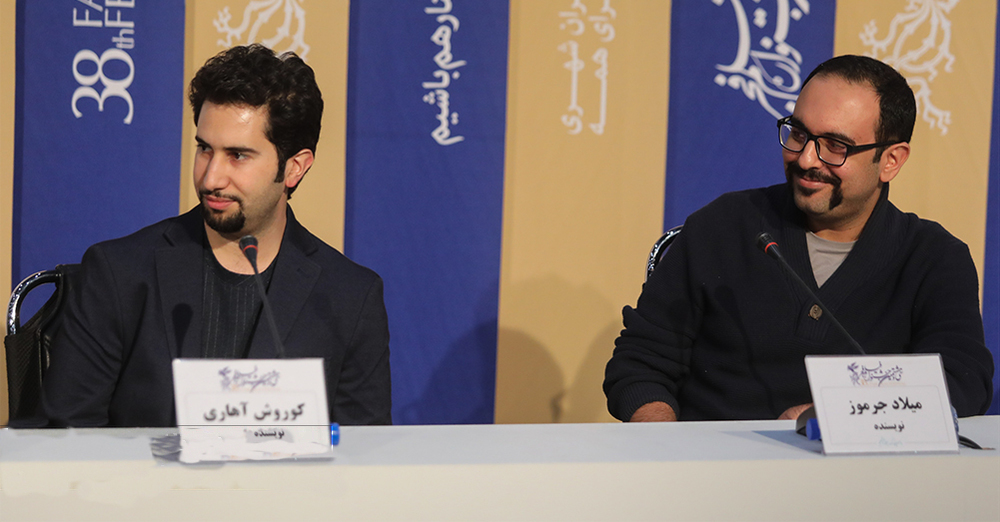
Kourosh Ahari und Milad Jarmooz in Internationales Fajr-Filmfestival

Der Film wurde beim Molins Film Festival 2020 als bester Regisseur für Kourosh Ahari, als bester Schauspieler für Shahab Hosseini und als bestes Drehbuch für Kourosh Ahari ausgezeichnet.